# (207109) Stürmenchopf
(207109) Stürmenchopf est un astéroïde de la ceinture principale.

## Description
(207109) Stürmenchopf est un astéroïde de la ceinture principale. Il fut découvert le 11 janvier 2005 à Vicques (Jura) par Michel Ory. Il présente une orbite caractérisée par un demi-grand axe de 2,47 UA, une excentricité de 0,15 et une inclinaison de 3,7° par rapport à l'écliptique.

## Étymologie
Son nom lui a été donné en référence au Stürmenchopf (de).